# Jay Sean - iTunes Live: London Festival '08
Jay Sean - iTunes Live: London Festival '08 é um álbum ao vivo do cantor britânico Jay Sean. Foi lançado a 4 de Agosto de 2008, gravado em 2008 durante o iTunes Live 2008, em Londres.

## Faixas
1. "Maybe" - 3:08
2. "Beatbox Skit" - 5:25
3. "Cry" - 4:37
4. "Stay" - 3:34
5. "Ride It" - 4:25

Inclui
- iTunes Live: London Festival '08 - EP